# Michael Carcone
Michael Carcone, född 19 maj 1996, är en kanadensisk professionell ishockeyforward som spelar för Utah Hockey Club i National Hockey League (NHL).
Han har tidigare spelat för Arizona Coyotes i NHL; Utica Comets, Toronto Marlies, Belleville Senators och Tucson Roadrunners i American Hockey League (AHL) samt Voltigeurs de Drummondville i Ligue de hockey junior majeur du Québec (LHJMQ).
Carcone blev aldrig NHL-draftad.

## Statistik
| 2011–2012    | Ajax/Pickering Raiders      | ETA          | 34  | 23 | 18 | 41  | 42  | —  | — | — | —  | —  |
| 2012–2013    | The Hill Academy            |              | 71  | 30 | 43 | 73  | —   | —  | — | — | —  | —  |
| 2013–2014    | Stouffville Spirit          | OJHL         | 49  | 12 | 25 | 37  | 44  | —  | — | — | —  | —  |
| 2014–2015    | Voltigeurs de Drummondville | LHJMQ        | 50  | 12 | 29 | 41  | 32  | —  | — | — | —  | —  |
| 2015–2016    | Voltigeurs de Drummondville | LHJMQ        | 66  | 47 | 42 | 89  | 80  | 3  | 0 | 0 | 0  | 12 |
| 2016–2017    | Utica Comets                | AHL          | 61  | 5  | 13 | 18  | 31  | —  | — | — | —  | —  |
| 2017–2018    | Utica Comets                | AHL          | 68  | 15 | 12 | 27  | 71  | 5  | 1 | 3 | 4  | 4  |
| 2018–2019    | Utica Comets                | AHL          | 20  | 6  | 11 | 17  | 6   | —  | — | — | —  | —  |
|              | Toronto Marlies             | AHL          | 42  | 14 | 13 | 27  | 39  | 13 | 6 | 4 | 10 | 8  |
| 2019–2020    | Belleville Senators         | AHL          | 59  | 13 | 15 | 27  | 64  | —  | — | — | —  | —  |
| 2020–2021    | Tucson Roadrunners          | AHL          | 35  | 15 | 10 | 25  | 18  | 1  | 0 | 0 | 0  | 4  |
| 2021–2022    | Arizona Coyotes             | NHL          | 21  | 4  | 2  | 6   | 14  | —  | — | — | —  | —  |
|              | Tucson Roadrunners          | AHL          | 48  | 24 | 17 | 41  | 62  | —  | — | — | —  | —  |
| 2022–2023    | Arizona Coyotes             | NHL          | 9   | 2  | 1  | 3   | 2   | —  | — | — | —  | —  |
|              | Tucson Roadrunners          | AHL          | 65  | 31 | 54 | 85  | 127 | 3  | 2 | 2 | 4  | 0  |
| 2023–2024    | Arizona Coyotes             | NHL          | 74  | 21 | 8  | 29  | 35  | —  | — | — | —  | —  |
| 2024–2025    | Utah Hockey Club            | NHL          | 3   | 0  | 0  | 0   | 0   | —  | — | — | —  | —  |
| NHL totalt   | NHL totalt                  | NHL totalt   | 1   | 0  | 0  | 0   | 0   | —  | — | — | —  | —  |
| AHL totalt   | AHL totalt                  | AHL totalt   | 306 | 73 | 80 | 153 | 264 | 19 | 7 | 7 | 14 | 16 |
| LHJMQ totalt | LHJMQ totalt                | LHJMQ totalt | 116 | 59 | 71 | 130 | 112 | 3  | 0 | 0 | 0  | 12 |

### Internationellt
| Källa: Uppdaterad: 2022-04-13 | Källa: Uppdaterad: 2022-04-13 | Källa: Uppdaterad: 2022-04-13 |         | Utv = Utvisningsminuter | Utv = Utvisningsminuter | Utv = Utvisningsminuter | Utv = Utvisningsminuter | Utv = Utvisningsminuter |
| År                            | Lag                           | Mästerskap                    | Matcher | Mål                     | Assists                 | Poäng                   | Utv                     |                         |
| ----------------------------- | ----------------------------- | ----------------------------- | ------- | ----------------------- | ----------------------- | ----------------------- | ----------------------- | ----------------------- |
| 2023                          | Kanada                        | VM                            | 10      | 3                       | 3                       | 6                       | 0                       |                         |
| Senior totalt                 | Senior totalt                 | Senior totalt                 | 10      | 3                       | 3                       | 6                       | 0                       |                         |